# Josep Maria Domènech
Josep Maria Domènech (Barcelona, 1949) é um cineasta e jornalista espanhol. Foi indicado ao Oscar de melhor documentário de longa-metragem na edição de 2004 pela realização da obra Balseros, ao lado de Carles Bosch.